# Società Sportiva Barletta Calcio 2014-2015
Questa voce raccoglie le informazioni riguardanti la Società Sportiva Barletta Calcio nelle competizioni ufficiali della stagione 2014-2015.

## Divise e sponsor
Lo sponsor tecnico per la stagione 2014-2015 è Legea e il main sponsor è Pasta Maffei. Lo sponsor ufficiale è Caffè Rosito. La prima maglia è a strisce verticali bianche e rosse, i pantaloncini sono rossi con dettagli bianchi e calzettoni rossi. La seconda maglia è rossa con una banda trasversale bianca, i pantaloncini sono rossi con dettagli bianchi e calzettoni rossi. La terza maglia è grigia con inserti oro, pantaloncini grigi con dettagli oro e calzettoni bianchi. La quarta divisa è bianca e rossa a strisce orizzontali e richiama lo stemma cittadino, i pantaloncini sono rossi con inserti bianchi e i calzettoni rossi. Le divise del portiere sono due: una interamente verde, con pantaloncini e calzettoni verdi, mentre l'altra è gialla con pantaloncini grigi con inserti oro e calzettoni neri.
| Casa | Trasferta | Terza divisa | Quarta divisa | 1ª portiere | 2ª portiere |

## Organigramma societario
Area direttiva:
- Presidente: Giuseppe Perpignano
- Vice Presidente: Roberto Bovone
- Direttore Generale con delega al Marketing: Davide Cascella

Area organizzativa
- Segretario Generale: Domenico Damato (fino al 16/02/2015)
- Segretario Sportivo: Dario Caporusso
- Supporter Liaison Officers: Dario Caporusso
- Addetto al magazzino: Costantino Dicorato

Area marketing
- Responsabile Relazioni Esterne e Delegato alla Terna Arbitrale: Ruggero Tavani[2]

Area comunicazione
- Addetto stampa e responsabile multimediale: Giuseppe Savino

Area tecnica:
- Responsabile Area Tecnica: Gennaro Delvecchio[3] (Fino al 15 marzo 2015)
- Allenatore: Marco Sesia
- Allenatore in seconda: Maurizio Schincaglia
- Preparatore dei portieri: Stefano Borla
- Preparatore atletico: Riccardo Panizzo
- Team Manager: Giuseppe Russo
- Responsabile Area Scouting: Giancarlo Tronchetti[4]
- Responsabile Scouting Zona Area Nord: Fulvio Chiappari[5]
- Responsabile Scouting Zona Area Centro: Vincenzo Catera[6]
- Responsabile Scounting Zona Area Sud: Gianfranco Francavilla[4]

Area sanitaria
- Responsabile area medica: Massimo De Prezzo
- Fisioterapista e Osteopata: Tommaso De Ruvo

## Rosa
| N. |                    | Ruolo | Calciatore           |
| -- | ------------------ | ----- | -------------------- |
|    | Italia (bandiera)  | P     | Francesco De Martino |
|    | Italia (bandiera)  | P     | Luca Liverani        |
|    | Italia (bandiera)  | D     | Gabriele Core        |
|    | Italia (bandiera)  | D     | Roberto Cortellini   |
|    | Italia (bandiera)  | D     | Simone Guarco        |
|    | Albania (bandiera) | D     | Harallamb Qaqi       |
|    | Italia (bandiera)  | D     | Antonio Meola        |
|    | Italia (bandiera)  | D     | Alessandro Radi      |
|    | Italia (bandiera)  | D     | Riccardo Regno       |
|    | Albania (bandiera) | D     | Paulo Sokoli         |
|    | Italia (bandiera)  | D     | Mariano Stendardo    |
|    | Italia (bandiera)  | D     | Pietro Zammuto       |
|    | Italia (bandiera)  | C     | Oscar Branzani       |
|    | Italia (bandiera)  | C     | Domenico Danti       |

| N. |                    | Ruolo | Calciatore           |
| -- | ------------------ | ----- | -------------------- |
|    | Italia (bandiera)  | C     | Francesco De Rose    |
|    | Italia (bandiera)  | C     | Daniel Gemignani     |
|    | Francia (bandiera) | C     | Guillaume Legras     |
|    | Italia (bandiera)  | C     | Nicolò Palazzolo     |
|    | Italia (bandiera)  | C     | Alberto Quadri       |
|    | Italia (bandiera)  | C     | Giovanni Velocci     |
|    | Italia (bandiera)  | C     | Dario Venitucci      |
|    | Italia (bandiera)  | A     | Raffaele Biancolino  |
|    | Italia (bandiera)  | A     | Simone Dell'Agnello  |
|    | Senegal (bandiera) | A     | Ameth Fall           |
|    | Italia (bandiera)  | A     | Roberto Floriano     |
|    | Italia (bandiera)  | A     | Cristiano Ingretolli |
|    | Italia (bandiera)  | A     | Gianluca Rizzitelli  |
|    | Italia (bandiera)  | A     | Gianluca Turchetta   |

## Calciomercato

### Sessione estiva(dall'1/7/2014 all'1/9/2014)
| Acquisti | Acquisti             | Acquisti         | Acquisti      |
| R.       | Nome                 | da               | Modalità      |
| -------- | -------------------- | ---------------- | ------------- |
| A        | Raffaele Biancolino  | Avellino         | svincolato    |
| D        | Ruggiero Cavaliere   | Soccer Trani     | fine prestito |
| D        | Roberto Cortellini   | Torres           | svincolato    |
| P        | Francesco De Martino | RapalloBogliasco | definitivo    |
| C        | Francesco De Rose    | Reggina          | definitivo    |
| A        | Simone Dell'Agnello  | Livorno          | prestito      |
| D        | Daniele Donnarumma   | Napoli           | prestito      |
| A        | Ameth Fall           | Catania          | definitivo    |
| A        | Roberto Floriano     | Mantova          | definitivo    |
| C        | Daniel Gemignani     | Viareggio        | svincolato    |
| D        | Simone Guarco        | San Marino       | definitivo    |
| D        | Harallamb Qaqi       | Verona           | prestito      |
| D        | Thomas Lorito        | Brindisi         | fine prestito |
| D        | Antonio Meola        | Livorno          | prestito      |
| C        | Nicolò Palazzolo     | Lumezzane        | definitivo    |
| A        | Antonio Palmitessa   | Sora             | fine prestito |
| C        | Alberto Quadri       | Mantova          | definitivo    |
| D        | Alessandro Radi      | Gubbio           | definitivo    |
| D        | Riccardo Regno       | Livorno          | prestito      |
| A        | Gianluca Rizzitelli  | Verona           | definitivo    |
| D        | Paulo Sokoli         | Genoa            | definitivo    |
| D        | Mariano Stendardo    | Savoia           | svincolato    |
| C        | Dario Venitucci      | Foggia           | definitivo    |
| D        | Pietro Zammuto       | Martina          | definitivo    |

| Cessioni | Cessioni              | Cessioni        | Cessioni              |
| R.       | Nome                  | a               | Modalità              |
| -------- | --------------------- | --------------- | --------------------- |
| C        | Jonathan Bijimine     | Perugia         | fine prestito         |
| D        | Vincenzo Camilleri    | Reggina         | fine prestito         |
| A        | Leandro Campagna      | Parma           | fine prestito         |
| D        | Marco Cane            | Crotone         | prestito              |
| D        | Dario Donato Cascione | Bari            | fine prestito         |
| A        | Emmanuele Cicerelli   | Aversa Normanna | prestito              |
| P        | Marco Cilli           | Fidelis Andria  | prestito              |
| A        | Andrea D'Errico       | Pro Patria      | definitivo            |
| D        | Fabrizio Di Bella     | Vigor Lamezia   | svincolato            |
| D        | Daniele Donnarumma    | Napoli          | fine prestito         |
| C        | Augusto Ferreira      | Gavorrano       | definitivo            |
| A        | Simone Andrea Ganz    | Milan           | fine prestito         |
| D        | Daniele Guglielmi     | Verona          | prestito              |
| C        | Carlo Ilari           | Juventus        | fine prestito         |
| C        | Alessio Innocenti     | Milan           | fine prestito         |
| A        | Andrea La Mantia      | San Marino      | definitivo            |
| D        | Thomas Lorito         | Brindisi        | definitivo            |
| D        | Federico Maccarone    |                 | risoluzione contratto |
| C        | Jacopo Mantovani      | Renate          | definitivo            |
| C        | Antonio Matera        | Fidelis Andria  | prestito              |
| A        | Antonio Palmitessa    | Brindisi        | definitivo            |
| D        | Luca Pellegrino       | Brindisi        | prestito              |
| D        | Andrea Pippa          | Aversa Normanna | svincolato            |
| D        | Fabio Romeo           | Nardò           | svincolato            |
| P        | Matteo Vaccarecci     |                 | svincolato            |
| P        | Giacomo Volpe         | Juventus        | fine prestito         |
| A        | Dejan Žigon           |                 | svincolato            |

### Operazioni fuori sessione(dal 2/9/2014 al 4/1/2015)
| Acquisti | Acquisti       | Acquisti | Acquisti   |
| R.       | Nome           | da       | Modalità   |
| -------- | -------------- | -------- | ---------- |
| C        | Domenico Danti |          | definitivo |

| Cessioni | Cessioni | Cessioni | Cessioni |
| R.       | Nome     | a        | Modalità |
| -------- | -------- | -------- | -------- |

### Sessione invernale(dal 5/1/2015 al 2/2/2015)
| Acquisti | Acquisti             | Acquisti        | Acquisti      |
| R.       | Nome                 | da              | Modalità      |
| -------- | -------------------- | --------------- | ------------- |
| D        | Gabriele Core        | Martina         | definitivo    |
| C        | Emmanuele Cicerelli  | Aversa Normanna | fine prestito |
| C        | Giovanni Velocci     | Genoa           | definitivo    |
| A        | Cristiano Ingretolli | Pescara         | prestito      |
| A        | Gianluca Turchetta   | Parma           | prestito      |

| Cessioni | Cessioni            | Cessioni | Cessioni   |
| R.       | Nome                | a        | Modalità   |
| -------- | ------------------- | -------- | ---------- |
| C        | Daniel Gemignani    | Savona   | prestito   |
| C        | Emmanuele Cicerelli | Melfi    | prestito   |
| A        | Roberto Floriano    | Pisa     | definitivo |

## Risultati

### Lega Pro

#### Girone di andata
| Arbitro: | Di Martino (Teramo) |

|              |           |  |
| Floriano 79’ | Marcatori |  |

| Arbitro: | Cifelli (Campobasso) |

|                 |           |  |
| Della Rocca 50’ | Marcatori |  |

| Arbitro: | Di Ruberto (Nocera Inferiore) |

|                                           |           |  |
| Branzani 22’ Floriano 71’ Radi 90’ (rig.) | Marcatori |  |

| Arbitro: | Amoroso (Paola) |

|                                     |           |                     |
| Ripa 30’, 71’ (rig.) Di Carmine 66’ | Marcatori | 21’ (rig.) Floriano |

| Reggio Calabria 24 settembre 2014, ore 20:45 CEST 5ª giornata | Reggina                 | 0 – 0 referto | Barletta | Stadio Oreste Granillo (2.540 spett.)\| Arbitro: \| Paolini (Ascoli Piceno) \| |
| Arbitro:                                                      | Paolini (Ascoli Piceno) |               |          |                                                                                |

| Barletta 29 settembre 2014, ore 20:45 CEST 6ª giornata | Barletta                 | 0 – 0 referto | Savoia | Stadio Cosimo Puttilli (2.300 spett.)\| Arbitro: \| Guccini (Albano Laziale) \| |
| Arbitro:                                               | Guccini (Albano Laziale) |               |        |                                                                                 |

| Arbitro: | Giua (Pisa) |

|                             |           |  |
| Testardi 20’ Raffello 90+3’ | Marcatori |  |

| Arbitro: | Lanza (Nichelino) |

|  |           |             |
|  | Marcatori | 40’ Marotta |

| Arbitro: | Piccinini (Forlì) |

|                    |           |               |
| Cissé 24’ Idda 88’ | Marcatori | 59’ Palazzolo |

| Arbitro: | Colarossi (Roma 2) |

|  |           |             |
|  | Marcatori | 40’ Iannini |

| Arbitro: | Giovani (Grosseto) |

|                          |           |              |
| Deli 65’ Qaqi 82’ (aut.) | Marcatori | 72’ Floriano |

| Arbitro: | Rapuano (Rimini) |

|                             |           |                 |
| Floriano 18’ Cortellini 64’ | Marcatori | 54’ Arcidiacono |

| Barletta 16 novembre 2014, ore 18:00 CET 13ª giornata | Barletta          | 0 – 0 referto | Melfi | Stadio Cosimo Puttilli (1.800 spett.)\| Arbitro: \| Morreale (Roma 1) \| |
| Arbitro:                                              | Morreale (Roma 1) |               |       |                                                                          |

| Arbitro: | Lacagnina (Caltanissetta) |

|            |           |  |
| Kamara 44’ | Marcatori |  |

| Barletta 30 novembre 2014, ore 16:00 CET 15ª giornata | Barletta            | 0 – 0 referto | Aversa Normanna | Stadio Cosimo Puttilli (1.744 spett.)\| Arbitro: \| Vesprini (Macerata) \| |
| Arbitro:                                              | Vesprini (Macerata) |               |                 |                                                                            |

| Arbitro: | Balice (Termoli) |

|  |           |                             |
|  | Marcatori | 20’ (aut.) Gattari 50’ Fall |

| Arbitro: | Rossi (Rovigo) |

|          |           |  |
| Fall 39’ | Marcatori |  |

| Arbitro: | Serra (Torino) |

|  |           |              |
|  | Marcatori | 27’ Floriano |

| Arbitro: | Proietti (Terni) |

|                         |           |             |
| Fall 4’, 49’ Quadri 15’ | Marcatori | 75’ Shetter |

#### Girone di ritorno
| Arbitro: | Mancini (Fermo) |

|  |           |                        |
|  | Marcatori | 74’ Fall 77’ Venitucci |

| Arbitro: | Dei Giudici (Latina) |

|                  |           |                 |
| Danti 78’ (rig.) | Marcatori | 18’ Moscardelli |

| Arbitro: | D'Apice (Arezzo) |

|                   |           |               |
| Quadri 22’ (aut.) | Marcatori | 50’ Venitucci |

| Arbitro: | Tardino (Milano) |

|             |           |              |
| De Rose 75’ | Marcatori | 13’ Nicastro |

| Arbitro: | Dionisi (L'Aquila) |

|                         |           |                       |
| Cortellini 59’ Radi 62’ | Marcatori | 44’ Maimone 74’ Viola |

| Arbitro: | Viotti (Tivoli) |

|  |           |          |
|  | Marcatori | 79’ Fall |

| Arbitro: | Perotti (Legnano) |

|  |           |                             |
|  | Marcatori | 22’ Raffaello 71’ Del Sorbo |

| Arbitro: | Prontera (Bologna) |

|              |           |                |
| Eusepi 90+1’ | Marcatori | 38’ Cortellini |

| Arbitro: | Fourneau (Roma 1) |

|  |           |                   |
|  | Marcatori | 5’ Cissé 56’ Tito |

| Arbitro: | Di Ruberto (Nocera Inferiore) |

|                                  |           |               |
| Madonia 30’ (rig.) Coletti 90+5’ | Marcatori | 20’ Venitucci |

| Arbitro: | Pillitteri (Palermo) |

|                        |           |           |
| Fall 76’ Turchetta 77’ | Marcatori | 69’ Vinci |

| Arbitro: | Baldicchi (Città di Castello) |

|  |           |                |
|  | Marcatori | 14’ Ingretolli |

| Arbitro: | Pietropaolo (Modena) |

|                              |           |  |
| Caturano 9’, 12’ Tortori 52’ | Marcatori |  |

| Arbitro: | Zanonato (Vicenza) |

|                |           |                 |
| Ingretolli 17’ | Marcatori | 52’ (aut.) Radi |

| Arbitro: | Luciano (Lamezia Terme) |

|  |           |           |
|  | Marcatori | 19’ Danti |

| Arbitro: | Capraro (Cassino) |

|                                     |           |                                          |
| Danti 18’ De Rose 25’ Turchetta 87’ | Marcatori | 35’ Del Sante 41’ Montella 84’ Scarsella |

| Arbitro: | Prontera (Bologna) |

|                                          |           |               |
| Negro 14’ Calil 32’ (rig.) Mendicino 87’ | Marcatori | 12’ Turchetta |

| Arbitro: | Boggi (Salerno) |

|  |           |           |
|  | Marcatori | 71’ Sarno |

| Arbitro: | Piscopo (Imperia) |

|                                 |           |  |
| Infantino 28’, 57’ Schetter 36’ | Marcatori |  |

### Coppa Italia Lega Pro

#### Fase eliminatoria a gironi

##### Girone I
| Squadra  | P.ti | G | V | N | P | GF | GS | DR |
| -------- | ---- | - | - | - | - | -- | -- | -- |
| Barletta | 6    | 2 | 2 | 0 | 0 | 2  | 0  | +2 |
| Paganese | 3    | 2 | 1 | 0 | 1 | 2  | 2  | 0  |
| Savoia   | 0    | 2 | 0 | 0 | 2 | 1  | 3  | -2 |

| Arbitro: | Balice (Termoli) |

|  |           |              |
|  | Marcatori | 51’ Floriano |

| Arbitro: | Paolini (Ascoli Piceno) |

|                     |           |  |
| Floriano 35’ (rig.) | Marcatori |  |

#### Fase ad eliminazione diretta
| Arbitro: | Valiante (Nocera Inferiore) |

|                             |           |                      |
| Gallozzi 29’ Pagliarini 32’ | Marcatori | 4’ (rig.) Biancolino |

## Statistiche

### Andamento in campionato
| Giornata  | 1 | 2 | 3 | 4 | 5  | 6  | 7  | 8  | 9  | 10 | 11 | 12 | 13 | 14 | 15 | 16 | 17 | 18 | 19 | 20 | 21 | 22 | 23 | 24 | 25 | 26 | 27 | 28 | 29 | 30 | 31 | 32 | 33 | 34 | 35 | 36 | 37 | 38 |
| --------- | - | - | - | - | -- | -- | -- | -- | -- | -- | -- | -- | -- | -- | -- | -- | -- | -- | -- | -- | -- | -- | -- | -- | -- | -- | -- | -- | -- | -- | -- | -- | -- | -- | -- | -- | -- | -- |
| Luogo     | C | T | C | T | T  | C  | T  | C  | T  | C  | T  | C  | C  | T  | C  | T  | C  | T  | C  | T  | C  | T  | C  | C  | T  | C  | T  | C  | T  | C  | T  | T  | C  | T  | C  | T  | C  | T  |
| Risultato | V | P | V | P | N  | N  | P  | P  | P  | P  | P  | V  | N  | P  | N  | V  | V  | V  | V  | V  | N  | N  | N  | N  | V  | P  | N  | P  | P  | V  | V  | P  | N  | V  | N  | P  | P  | P  |
| Posizione | 4 | 9 | 5 | 8 | 10 | 10 | 10 | 11 | 12 | 15 | 16 | 14 | 14 | 15 | 15 | 13 | 12 | 12 | 9  | 9  | 9  | 9  | 9  | 9  | 9  | 9  | 9  | 9  | 10 | 10 | 8  | 9  | 9  | 9  | 12 | 12 | 12 | 12 |

Fonte:  DIVISIONE 2 GIRONE A STATISTICA, su lega-pro.com.
Legenda:

Luogo: C = Casa; T = Trasferta. Risultato: V = Vittoria; N = Pareggio; P = Sconfitta.

### Statistiche di squadra
| Competizione          | Punti  | In casa | In casa | In casa | In casa | In casa | In casa | In trasferta | In trasferta | In trasferta | In trasferta | In trasferta | In trasferta | Totale | Totale | Totale | Totale | Totale | Totale | D.R |
| Competizione          | Punti  | G       | V       | N       | P       | Gf      | Gs      | G            | V            | N            | P            | Gf           | Gs           | G      | V      | N      | P      | Gf     | Gs     | D.R |
| --------------------- | ------ | ------- | ------- | ------- | ------- | ------- | ------- | ------------ | ------------ | ------------ | ------------ | ------------ | ------------ | ------ | ------ | ------ | ------ | ------ | ------ | --- |
| Lega Pro              | 47(-6) | 19      | 6       | 4       | 9       | 20      | 18      | 19           | 6            | 3            | 10           | 15           | 24           | 38     | 12     | 11     | 15     | 35     | 42     | -6  |
| Coppa Italia Lega Pro | 6      | 1       | 1       | 0       | 0       | 1       | 0       | 2            | 1            | 0            | 1            | 3            | 2            | 3      | 2      | 0      | 1      | 4      | 2      | +2  |
| Totale                | 53(-6) | 20      | 7       | 4       | 9       | 21      | 18      | 21           | 7            | 3            | 11           | 18           | 26           | 41     | 14     | 11     | 16     | 39     | 44     | -4  |

### Statistiche dei giocatori
| Giocatore       | Lega Pro | Lega Pro | Lega Pro    | Lega Pro   | Coppa Italia Lega Pro | Coppa Italia Lega Pro | Coppa Italia Lega Pro | Coppa Italia Lega Pro | Totale   | Totale | Totale      | Totale     |
| Giocatore       | Presenze | Reti     | Ammonizioni | Espulsioni | Presenze              | Reti                  | Ammonizioni           | Espulsioni            | Presenze | Reti   | Ammonizioni | Espulsioni |
| --------------- | -------- | -------- | ----------- | ---------- | --------------------- | --------------------- | --------------------- | --------------------- | -------- | ------ | ----------- | ---------- |
| R. Biancolino   | 7        | 0        | 2           | 0          | 2                     | 0                     | 0                     | 0                     | 9        | 0      | 2           | 0          |
| O. Branzani     | 8        | 1        | 4           | 0          | 3                     | 0                     | 1                     | 0                     | 11       | 1      | 5           | 0          |
| R. Cortellini   | 17       | 1        | 6           | 0          | 3                     | 0                     | 1                     | 0                     | 20       | 1      | 7           | 0          |
| A. D'Errico     | 1        | 0        | 0           | 0          | 0                     | 0                     | 0                     | 0                     | 1        | 0      | 0           | 0          |
| D. Danti        | 8        | 0        | 0           | 0          | -                     | -                     | -                     | -                     | 8        | 0      | 0           | 0          |
| F. De Martino   | 0        | 0        | 0           | 0          | 1                     | -2                    | 0                     | 0                     | 1        | -2     | 0           | 0          |
| F. De Rose      | 18       | 0        | 2           | 0          | -                     | -                     | -                     | -                     | 18       | 0      | 2           | 0          |
| S. Dell'Agnello | 5        | 0        | 0           | 0          | 0                     | 0                     | 0                     | 0                     | 5        | 0      | 0           | 0          |
| A. Fall         | 18       | 2        | 3           | 0          | 3                     | 0                     | 0                     | 0                     | 21       | 2      | 3           | 0          |
| R. Floriano     | 18       | 6        | 1           | 0          | 2                     | 2                     | 0                     | 0                     | 20       | 8      | 1           | 0          |
| D. Gemignani    | 5        | 0        | 1           | 0          | 2                     | 0                     | 1                     | 0                     | 7        | 0      | 2           | 0          |
| S. Guarco       | 4        | 0        | 0           | 0          | 3                     | 0                     | 0                     | 0                     | 7        | 0      | 0           | 0          |
| H. Qaqi         | 1        | 0 (1)    | 0           | 0          | 1                     | 0                     | 1                     | 0                     | 2        | 0      | 1           | 0          |
| G. Legras       | 11       | 0        | 1           | 0          | 2                     | 0                     | 0                     | 0                     | 13       | 0      | 1           | 0          |
| L. Liverani     | 18       | -14      | 2           | 0          | 2                     | 0                     | 2                     | 0                     | 20       | -14    | 4           | 0          |
| F. Maccarone    | -        | -        | -           | -          | 0                     | 0                     | 0                     | 0                     | 0        | 0      | 0           | 0          |
| J. Mantovani    | -        | -        | -           | -          | 1                     | 0                     | 0                     | 0                     | 1        | 0      | 0           | 0          |
| A. Matera       | 0        | 0        | 0           | 0          | 0                     | 0                     | 0                     | 0                     | 0        | 0      | 0           | 0          |
| A. Meola        | 14       | 0        | 1           | 1          | 1                     | 0                     | 0                     | 0                     | 15       | 0      | 1           | 1          |
| N. Palazzolo    | 12       | 1        | 3           | 0          | 1                     | 0                     | 0                     | 0                     | 13       | 1      | 3           | 0          |
| A. Quadri       | 15       | 0        | 6           | 0          | 2                     | 0                     | 0                     | 0                     | 17       | 0      | 6           | 0          |
| A. Radi         | 17       | 1        | 6           | 0          | 2                     | 0                     | 0                     | 0                     | 19       | 1      | 6           | 0          |
| R. Regno        | 7        | 0        | 0           | 0          | 1                     | 0                     | 1                     | 0                     | 8        | 0      | 1           | 0          |
| G. Rizzitelli   | 3        | 0        | 0           | 0          | 2                     | 0                     | 0                     | 0                     | 5        | 0      | 0           | 0          |
| P. Sokoli       | -        | -        | -           | -          | 0                     | 0                     | 0                     | 0                     | 0        | 0      | 0           | 0          |
| M. Stendardo    | 17       | 0        | 5           | 1          | 3                     | 0                     | 0                     | 0                     | 20       | 0      | 5           | 1          |
| D. Venitucci    | 15       | 0        | 2           | 1          | 3                     | 0                     | 0                     | 0                     | 18       | 0      | 2           | 1          |
| P. Zammuto      | 12       | 0        | 2           | 0          | 2                     | 0                     | 0                     | 0                     | 14       | 0      | 2           | 0          |

## Giovanili

### Organigramma societario
Area direttiva
- Responsabile Settore Giovanile: Vito Salvatore Ippedico
- Direttore Generale: Francesco Paolo Delvino
- Dirigenti: Donato Cialdella, Domenico Gissi, Sebastiano Liso, Nicola Sette, Antonio Troia e Michele Zippo

Area tecnica
- Area Tecnica e Scouting: Michele Triggiani
- Area Tecnica: Antonello Longo

Area tecnica - Berretti
- Allenatore: Girolamo Zinfollino
- Allenatore in 2^: Cosimo Camporeale
- Preparatore atletico: Nicola Bovino
- Preparatore dei portieri: Saverio Abbrescia

Area tecnica - Allievi Nazionali
- Allenatore: Fabio Salvatore Di Domenico
- Preparatore atletico: Nicola Bovino
- Preparatore dei portieri: Saverio Abbrescia

Area tecnica - Allievi Regionali
- Allenatore: Giovanni Cassano
- Preparatore atletico: Nicola Bovino
- Preparatore dei portieri: Saverio Abbrescia

Area tecnica - Giovanissimi Nazionali
- Allenatore: Alessandro Maroni
- Allenatore in 2^: Vito Coppa
- Preparatore atletico: Nicola Bovino
- Preparatore dei portieri: Saverio Abbrescia

Area organizzativa
- Team Manager e Segretario: Michele Pellicani
- Coordinatore con le scuole calcio: Luciano Savi

Area sanitaria
- Medico sociale: Laura Francese
- Massaggiatori: Nicola Lorusso, Amedeo Procacci e Maurizio Giorgio

### Piazzamenti
- Berretti
  - Campionato: nel girone D
- Allievi Nazionali
  - Campionato: nel girone F
- Allievi Regionali
  - Campionato:
- Giovanissimi Nazionali
  - Campionato: nel girone G